# Rockin’ All Over the World (Album)
Rockin’ All Over the World ist das zehnte Studioalbum der britischen Rockband Status Quo, das im November 1977 erschien.

## Entstehung und Veröffentlichung
Die Erstveröffentlichung von Rockin’ All Over the World erfolgte am 11. November 1977 bei Vertigo Records, in den Vereinigten Staaten erschien es kurze Zeit später bei Capitol Records. Das Album erschien in seiner Originalausführung als LP (Katalognummer: 6360 156) und MC (Katalognummer: 7138 095) mit zwölf Titeln. Im März 2005 erschien eine remasterte Ausführung auf CD bei Mercury Records, die um den Bonustitel Getting Better, ein Cover der Beatles, erweitert wurde. Dieser Titel wurde auf einer Deluxe Edition, die im Dezember 2015 veröffentlicht wurde, weggelassen. Für diese Neuauflage wurde das gesamte Album jedoch vom ursprünglichen Toningenieur John Eden neu gemischt und neu geordnet. Einige der Remixaufnahmen enthalten längere Playouts und der Klang wurde auf den Kern von zwei Gitarren, Bass und Schlagzeug mit gelegentlichen Keyboard-Einlagen reduziert. Als weiterer Bonus waren vier Demoaufnahmen enthalten.
Geschrieben wurden die Lieder von verschiedenen Autoren, darunter auch von den drei Status-Quo-Mitgliedern Alan Lancaster, Rick Parfitt und Francis Rossi, lediglich Bandmitglied John Coghlan schrieb an keinem Titel mit. Für die Produktion aller Lieder zeichnete alleine Pip Williams verantwortlich.

## Titelliste
Seite eins
1. Hard Time (Francis Rossi, Rick Parfitt) – 4:45
2. Can’t Give You More (Francis Rossi, Bob Young) – 4:15
3. Let’s Ride (Alan Lancaster) – 3:03
4. Baby Boy (Francis Rossi, Bob Young) – 3:12
5. You Don’t Own Me (Alan Lancaster, Mick Green) – 3:03
6. Rockers Rollin’ (Rick Parfitt, Jackie Lynton) – 4:19

Seite zwei
1. Rockin' All Over the World (John Fogerty) – 3:36
2. Who Am I (Pip Williams, Peter Hutchins) – 4:30
3. Too Far Gone (Alan Lancaster) – 3:08
4. For You (Rick Parfitt) – 3:01
5. Dirty Water (Francis Rossi, Bob Young) – 3:51
6. Hold You Back (Francis Rossi, Rick Parfitt, Bob Young) – 4:30[3]

### Remastered Edition Bonustitel (2005)
1. Getting Better (Lennon/McCartney) – 2:19

### Deluxe Edition Bonustitel (2015)
1. Hold You Back - 5:10
2. Baby Boy - 3:18
3. Rockers Rollin’ - 4:41
4. Who am I? - 5:10
5. Rockin’ All Over the World - 3:50
6. Dirty Water - 4:16
7. Can’t Give You More - 5:26
8. Let’s Ride - 3:04
9. For You - 3:08
10. Too Far Gone - 3:09
11. You Don’t Own Me - 3:29
12. Hard Time - 4:39
13. Dirty Water (1st Demo 1976) - 4:16
14. Baby Boy (1st Demo 1976) - 2:49
15. Hard Time (1st Demo 1976) - 4:47
16. Hold You Back (Studio Demo 1977) - 3:40

## Singleauskopplungen
Das Titelstück, geschrieben und ursprünglich aufgenommen von John Fogerty, wurde im September 1977 als Single veröffentlicht und erreichte Platz drei in Großbritannien. Seine B-Seite war Ring of a Change aus ihrem vorherigen Studioalbum Blue for You. Es wurden keine weiteren Singles aus dem Album veröffentlicht, obwohl Can’t Give You More von der Band für Rock ’Til You Drop von 1991 neu aufgenommen und als Single veröffentlicht wurde und Platz 37 erreichte.

## Rezeption
Ein schäbiges Album, sagte Gitarrist und Sänger Francis Rossi. Rockin' All Over the World hat nichts Schäbiges an sich, entgegnete Gitarrist Rick Parfitt. Es ist verdammt großartig. Pip hat der Produktion etwas Klasse verliehen und von da an wurden wir ziemlich vornehm – für unsere Verhältnisse. Untypischerweise stimmte Bassist Alan Lancaster Rossi zu: Als Pip Williams anfing, uns zu produzieren, fing alles an, schief zu laufen.

## Kommerzieller Erfolg

### Chartplatzierungen
| ChartsChartplatzierungen     | Höchstplatzierung | Wochen/ Monate |
| ---------------------------- | ----------------- | -------------- |
| Deutschland (GfK)            | 7 (6,5 Mt.)       | 6,5 Mt.        |
| Österreich (Ö3)              | 24 (1 Mt.)        | 1 Mt.          |
| Vereinigtes Königreich (OCC) | 5 (15 Wo.)        | 15 Wo.         |

| ChartsJahrescharts (1978) | Platzierung |
| ------------------------- | ----------- |
| Deutschland (GfK)         | 38          |

### Auszeichnungen für Musikverkäufe
| Land/Region                  | Auszeichnungen für Musikverkäufe (Land/Region, Auszeichnung, Verkäufe) | Verkäufe |
| ---------------------------- | ---------------------------------------------------------------------- | -------- |
| Deutschland (BVMI)           | Gold                                                                   | 250.000  |
| Frankreich (SNEP)            | Gold                                                                   | 100.000  |
| Schweiz (IFPI)               | Gold                                                                   | 25.000   |
| Vereinigtes Königreich (BPI) | Silber (Re-Release) · + Gold (Original)                                | 160.000  |
| Insgesamt                    | 1× Silber · 3× Gold ·                                                  | 535.000  |